# Jerry nei guai
Jerry nei guai (Mouse Trouble) è un film del 1944 diretto da William Hanna e Joseph Barbera. È il diciassettesimo cortometraggio animato della serie Tom & Jerry, prodotto dalla Metro-Goldwyn-Mayer e uscito negli Stati Uniti il 23 novembre 1944. La colonna sonora di Scott Bradley è basata sulla canzone jazz "All God's Chillun Got Rhythm". Il cartone animato vinse l'Oscar al miglior cortometraggio d'animazione ai Premi Oscar 1945, il secondo premio consecutivo elargito alla serie. Il cortometraggio venne rieditato il 12 dicembre 1951.

## Trama
Tom acquista un manuale che spiega vari metodi per catturare un topo. Tenta quindi di catturare Jerry seguendo i consigli del libro, ma ogni tentativo fallisce e, anche a causa dell'astuzia del topo, si ritorce contro di lui. Alla fine, spazientito, strappa il libro in mille pezzi e tenta di far saltare in aria la tana di Jerry. Ad esplodere è però il resto della casa, e il topo rimane illeso. Tom invece muore e sale in cielo sotto forma di angelo.

## Distribuzione

### Edizione italiana
Nella versione originale Tom, dopo essersi accorto che un topo con le spalle al muro non è affatto indifeso come afferma il manuale, dice "Don't you believe it!", con un tono e un riverbero particolari. Si tratta di un popolare slogan dell'epoca, che prendeva origine dall'omonimo show radiofonico. Tale citazione non è adattabile in altre lingue, quindi nel doppiaggio italiano (che peraltro venne effettuato negli anni '80) Tom dice "No, non è affatto vero, credetemi!", conservando tuttavia il riverbero della frase originale.